# فرودگاه استیجاری فورت لاودردیل
فرودگاه فورت لادرداله اگزکیوتیو (به انگلیسی: Fort Lauderdale Executive Airport) یک فرودگاه همگانی بهره‌برداری هوایی با کد یاتا FXE است که یک باند فرود آسفالت دارد و طول باند آن ۱۸۲۹ متر است. این فرودگاه در شهر فورت لادردیل، فلوریدا کشور ایالات متحده آمریکا قرار دارد و در ارتفاع ۴ متری از سطح دریا واقع شده است.